# 29-та паралель південної широти
29-та паралель південної широти — лінія широти, що лежить на 29 градусів південніше земної екваторіальної площини. Вона проходить через Атлантичний океан, Африку, Індійський океан, Австралазію, Тихий океан та Південну Америку.

В Австралії через 29-ту паралель пд.ш. проходить частина кордону між штатами Квінсленд та Новий Південний Уельс.

В Австралії через паралель проходить частина кордону між штатами Квінсленд та Новий Південний Уельс.

## Список географічних об'єктів, що перетинає 29° пд. ш.
Починаючи з Гринвіцького меридіану та рухаючись на схід, 29-та паралель південної широти проходить через:
| Координати                                                   | Країна, територія або море | Примітки |
| ------------------------------------------------------------ | -------------------------- | --- |
| 29°0′ пд. ш. 0°0′ сх. д. / 29.000° пд. ш. 0.000° сх. д.      | Атлантичний океан          | |
| 29°0′ пд. ш. 16°43′ сх. д. / 29.000° пд. ш. 16.717° сх. д.   | ПАР                        | Північнокапська провінція Фрі-Стейт |
| 29°0′ пд. ш. 27°43′ сх. д. / 29.000° пд. ш. 27.717° сх. д.   | Лесото                     | |
| 29°0′ пд. ш. 29°9′ сх. д. / 29.000° пд. ш. 29.150° сх. д.    | ПАР                        | Квазулу-Наталь |
| 29°0′ пд. ш. 31°44′ сх. д. / 29.000° пд. ш. 31.733° сх. д.   | Індійський океан           | |
| 29°0′ пд. ш. 114°45′ сх. д. / 29.000° пд. ш. 114.750° сх. д. | Австралія                  | Західна Австралія Південна Австралія Становить кордон між Квінслендом з Новим Південним Уельсом Новий Південний Уельс Квінсленд Новий Південний Уельс |
| 29°0′ пд. ш. 153°29′ сх. д. / 29.000° пд. ш. 153.483° сх. д. | Тихий океан                | |
| 29°0′ пд. ш. 168°1′ сх. д. / 29.000° пд. ш. 168.017° сх. д.  | Острів Норфолк             | Проходить через острів Норфолк |
| 29°0′ пд. ш. 168°3′ сх. д. / 29.000° пд. ш. 168.050° сх. д.  | Тихий океан                | Проходить північніше острова Рауль, Нова Зеландія |
| 29°0′ пд. ш. 71°30′ зх. д. / 29.000° пд. ш. 71.500° зх. д.   | Чилі                       | Атакама |
| 29°0′ пд. ш. 69°44′ зх. д. / 29.000° пд. ш. 69.733° зх. д.   | Аргентина                  | |
| 29°0′ пд. ш. 56°25′ зх. д. / 29.000° пд. ш. 56.417° зх. д.   | Бразилія                   | Ріу-Гранді-ду-Сул Санта-Катарина |
| 29°0′ пд. ш. 49°25′ зх. д. / 29.000° пд. ш. 49.417° зх. д.   | Атлантичний океан          | |